# Craigsville (Virginie)
Pour les articles homonymes, voir Craigsville.
Craigsville est une municipalité américaine située dans le comté d'Augusta en Virginie. Selon le recensement de 2010, sa population est de 923 habitants.

## Géographie
Craigsville se trouve entre les Appalaches et la vallée de Shenandoah, à l'ouest de Staunton.
La municipalité s'étend sur 2,04 milles carrés (5,28 km2).

## Histoire

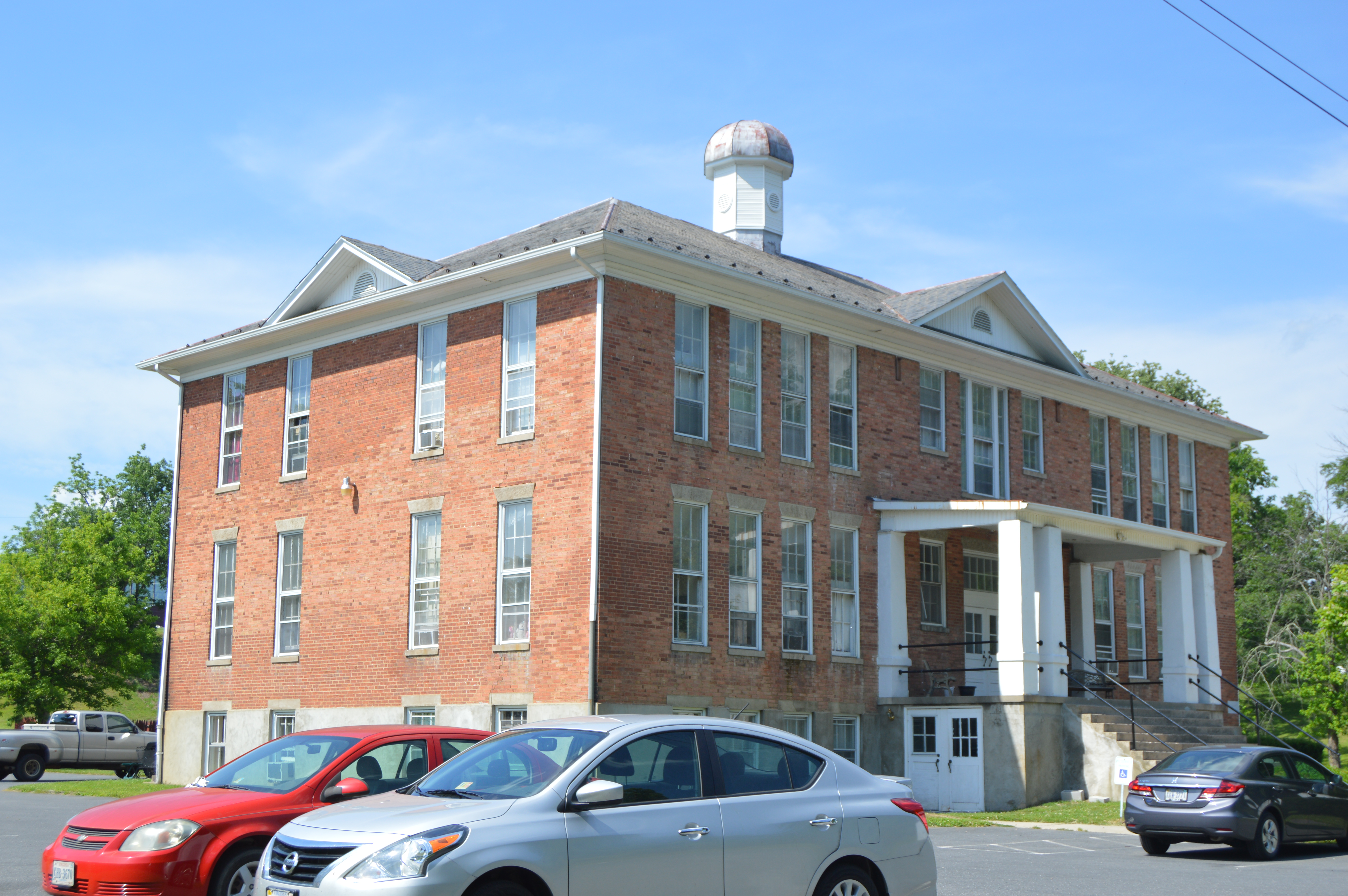
L'école de Craigsville.

Craigsville est d'abord un arrêt pour diligences avant d'accueillir une gare ferroviaire au milieu du XIXe siècle. Elle se développe grâce à l'exploitation des forêts et des carrières des montagnes environnantes.
L'école de Craigsville, construite en 1917, est inscrite au Registre national des lieux historiques. Elle est typique du début du XXe siècle, lorsque des écoles plus importantes sont construites dans la région. Fermées en 1968, les salles de classe de l'école sont transformées en appartements dans les années 1980.

## Démographie
Selon l'American Community Survey de 2018, la population de Craigsville très majoritairement blanche (97 %). Son âge médian de 48,5 ans est supérieur de 10 ans au chiffre national.
Le revenu médian par foyer y est de 35 417 dollars, largement inférieur à celui de la Virginie (71 564 dollars) ou des États-Unis (60 293 dollars). Craigsville connaît parallèlement un taux de pauvreté assez élevé, à 24,1 % contre 10,7 % dans l'État et 11,8 % dans le pays,.